# NOK (entreprise suisse)
Pour les articles homonymes, voir NOK.
NOK (Nordostschweizerische Kraftwerke) est la plus importante entreprise d'électricité de la Suisse. Elle appartient à 100 % à Axpo.